# Държавно устройство на Хърватия
С приемане на новата конституция, Хърватия е парламентарна република.

## Изпълнителна власт
Начело на хърватското правителство е министър-председателят, който има двама заместници и 14 министри, отговарящи за определени сфери на управление. Правителството, като изпълнителна власт, предлага проектозакони и проектобюджет, изпълнява законите и води външната и вътрешната политика на страната.

### Президент
Държавен глава на Хърватия е президентът, който се избира за 5 години. Освен че е върховен главнокомандващ на въоръжените сили, президентът предлага министър-председателя, който се назначава от Хърватския събор.

## Законодателна власт
Хърватският събор е еднокамарен законодателен орган с максимум 160 народни представители, който се избира с общи парламентарни избори с 4-годишен мандат. Хърватският събор провежда заседанията си в периодите от 15 януари до 15 юли и от 15 септември до 15 декември, всяка година.

## Съдебна власт
Хърватия има триинстанционна съдебна система: върховен съд, жупанийски (окръжни) съдилища и общински (районни) съдилища. Конституционният съд е компетентен по въпроси, свързани с конституцията.